# Mateus 13

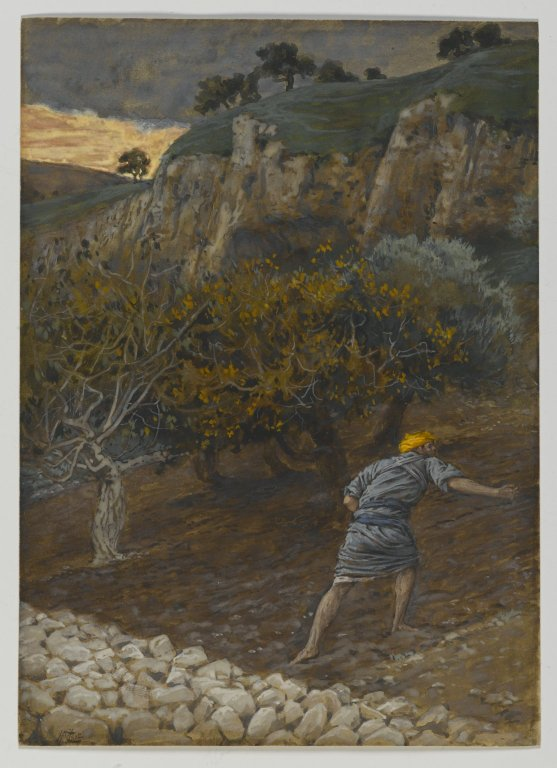
"O Inimigo Semeia", uma referência à Parábola do Joio e do Trigo.
Entre 1886 e 1894. Por James Tissot, atualmente no Brooklyn Museum, em Nova Iorque.

Mateus 13 é o décimo-terceiro capítulo do Evangelho de Mateus no Novo Testamento da Bíblia. Os versículos 1 a 53 deste capítulo formam o terceiro dos cinco discursos de Mateus, chamado de Discurso das Parábolas ou Discurso Parabólico, por causa das parábolas contadas por Jesus a respeito do Reino de Deus.

## Parábolas
Mateus 13 consiste basicamente de sete parábolas e seis delas se iniciam com a frase "O reino dos céus é semelhante..." (a exceção é a Parábola do Semeador).

### O Semeador
Além de Mateus 13:1–9, esta parábola está também em Marcos 4 (Marcos 4:3–9) e Lucas 8 (Lucas 8:4–8).
Conta Mateus que um semeador lança suas sementes numa estrada, em terreno pedregoso e entre espinhos e elas se perdem; mas quando a semente cai em terra boa, ela brota, rendendo trinta, depois sessenta e finalmente cem vezes mais. No trecho seguinte (Mateus 13:10–17), Jesus explica por que fala na forma de parábolas explicando que o conhecimento dos "mistérios dos céus" é restrito aos discípulos, que conseguem compreender o que veem e ouvem. Ele faz menção a uma profecia de Isaías:
| “ | «Certamente ouvireis, e de nenhum modo entendereis; Certamente vereis, e de nenhum modo percebereis.» (Mateus 13:14) | ” |

| “ | «Ele disse: Vai e dize a este povo: Haveis de ouvir, porém não entendereis; haveis de ver, porém não percebereis.» (Isaías 6:9) | ” |

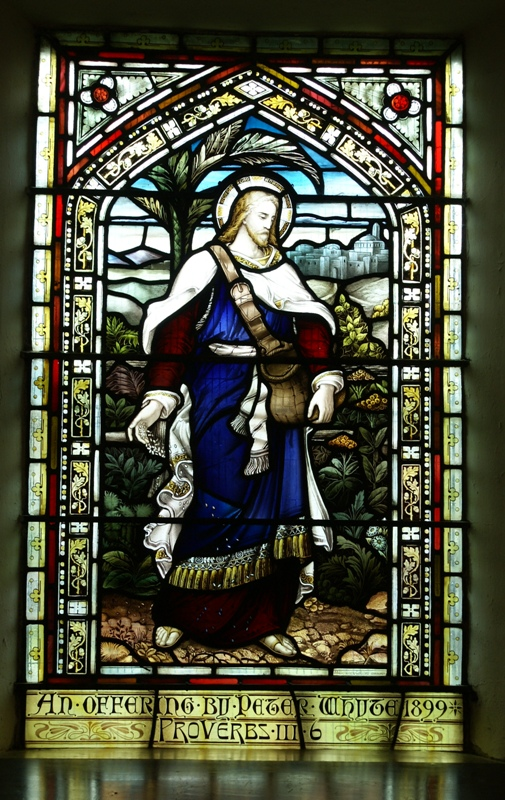
"O Semeador", uma referência à Parábola do Semeador.
1899. Por Ballantine & Gardiner, atualmente na Igreja de St Serf, Perth and Kinross, Escócia.

Em seguida, o próprio Jesus explica a parábola aos discípulos, o que também ocorre em Marcos 4:14–20.
| “ | «Quando alguém ouve a palavra do reino e não a entende, vem o maligno e tira o que tem sido semeado no seu coração: este é o que foi semeado à beira do caminho. O que foi semeado nos lugares pedregosos, é quem ouve a palavra e logo a recebe com alegria; mas não tem em si raiz, antes é de pouca duração; e sobrevindo tribulação ou perseguição por causa da palavra, logo se escandaliza. O que foi semeado entre os espinhos, é quem ouve a palavra, mas os cuidados do mundo e a sedução das riquezas abafam a palavra, e ela fica infrutífera. O que foi semeado na boa terra, é quem ouve a palavra e a entende, e verdadeiramente dá fruto, produzindo a cento, a sessenta e a trinta por um.» (Mateus 13:19–23) | ” |

### O Joio e o Trigo
Esta parábola é exclusiva de Mateus (Mateus 13:24–30) e conta a história de um homem que semeou seu campo com trigo. Enquanto dormia, um inimigo veio e semeou joio no local e fugiu. Na hora da colheita, os empregados reclamaram do joio e perguntaram se ele havia usado boas sementes. Ao saberem que foi o inimigo quem fez isso, quiseram arrancar o joio, mas o homem proibiu por temer arrancar o trigo juntamente com o joio. Segundo ele, na hora da ceifa, «Ajuntai primeiro o joio e atai-o em feixes para o queimar, mas recolhei o trigo no meu celeiro.» (Mateus 13:30).
O próprio Jesus explica a parábola no trecho seguinte:
| “ | «O que semeia a boa semente, é o Filho do Homem; o campo é o mundo; a boa semente são os filhos do reino; o joio são os filhos do maligno; o inimigo que o semeou, é o Diabo; a ceifa é o fim do mundo e os ceifeiros são anjos. Pois assim como o joio é ajuntado e queimado no fogo, assim será no fim do mundo. O Filho do Homem enviará os seus anjos, e eles ajuntarão do seu reino tudo o que serve de pedra de tropeço e os que praticam a iniquidade, e lançá-los-ão na fornalha de fogo; ali haverá o choro e o ranger de dentes. Então os justos brilharão como o sol no reino de seu Pai. Quem tem ouvidos, ouça.» (Mateus 13:37–43) | ” |

### O Grão de Mostarda
Esta é uma das menores Parábolas de Jesus. Ele aparece em Mateus 13:31–32, Marcos 4 (Marcos 4:30–32) e Lucas 13 (Lucas 13:18–19). Jesus conta que o Reino de Deus é como um grão de mostarda, a menor de todas as sementes, mas que, depois de ter crescido, "se faz árvore" a ponto de as aves pousarem em seus ramos.

### O Fermento
Também uma das mais curtas de todas as parábolas de Jesus, com apenas dois versículos (Mateus 13:33–35), e aparece também em Lucas 13 (Lucas 13:20–21), com diferenças menores.  Em ambos, ocorre logo depois da Parábola do Grão de Mostarda, que trata do mesmo tema: o Reino de Deus crescendo a partir de um início humilde.
Logo depois, Jesus afirma estar novamente realizando uma profecia, uma referência aos Salmos:

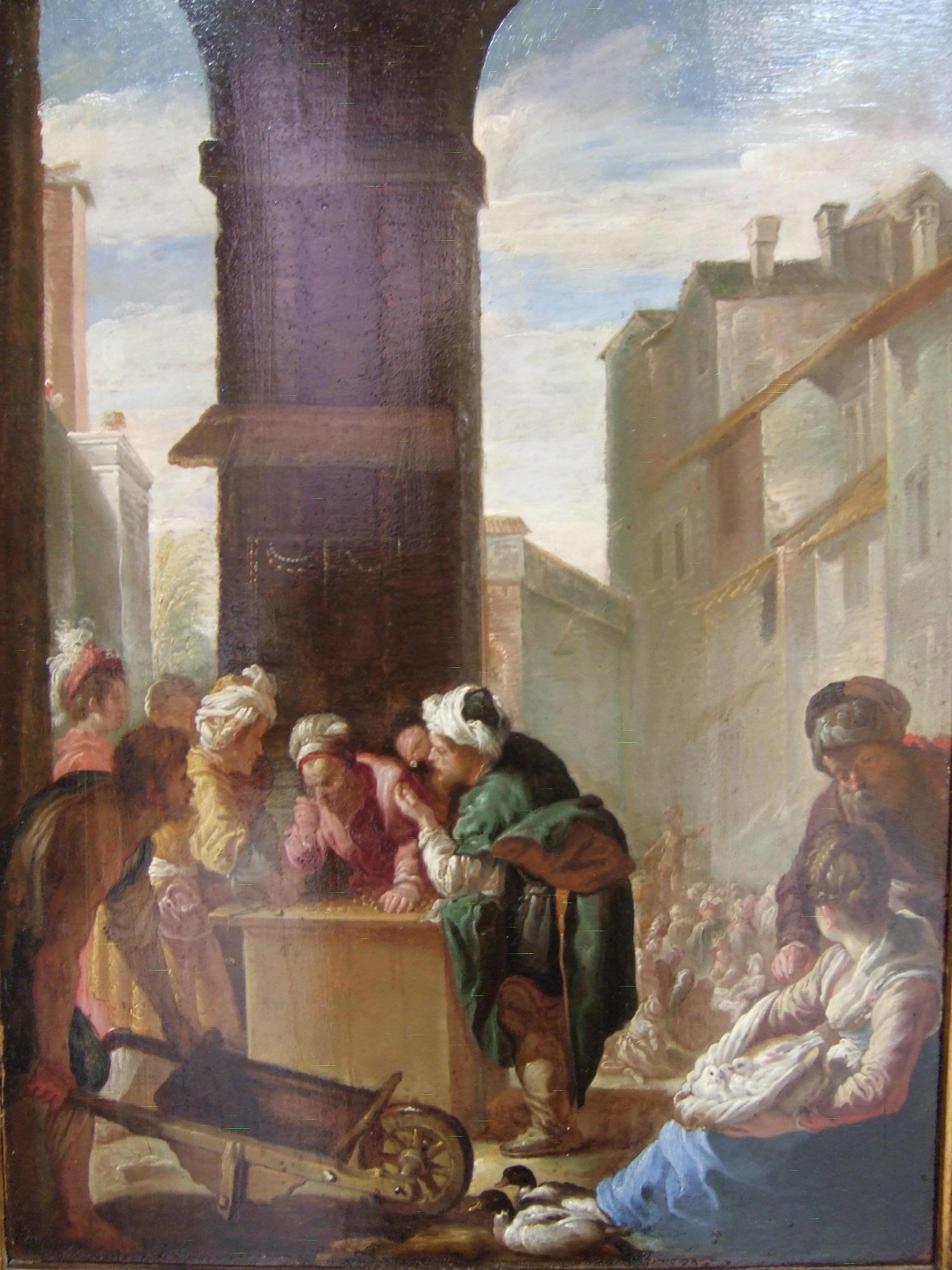
"A Pérola", uma referência à Parábola da Pérola.
Por Domenico Fetti, atualmente na Gemäldegalerie do Kunsthistorisches Museum, em Viena.

| “ | «Para que se cumprisse o que foi dito pelo profeta: Abrirei em parábolas a minha boca, E publicarei coisas escondidas desde a criação.» (Mateus 13:35) | ” |

| “ | «Abrirei numa parábola a minha boca, Proferirei enigmas tirados dos tempos antigos.» (Salmos 78:2) | ” |

### O Tesouro Escondido e a Pérola
As duas parábolas, exclusivas de Mateus, contem apenas três versículos: «O reino dos céus é semelhante a um tesouro que, oculto no campo, foi achado e escondido por um homem, o qual, movido de gozo, foi vender tudo o que possuía e comprou aquele campo. Outrossim, o reino dos céus é semelhante ao homem, negociante, que busca boas pérolas; E, encontrando uma pérola de grande valor, foi, vendeu tudo quanto tinha, e comprou-a.» (Mateus 13:44–46).
Estas parábolas são geralmente interpretadas como ilustrando o grande valor do Reino dos Céus. John Nolland comenta que a sorte demonstrada na "descoberta" reflete um "privilégio especial", e uma fonte de alegria, mas também reflete um desafio, como o homem da parábola, que abre mão de tudo o que tem a para reivindicar o maior tesouro que ele já encontrara.

### A Rede

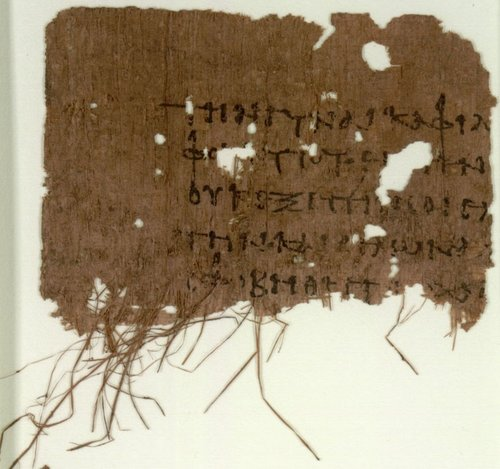
Papiro 103, um dos Papiros de Oxirrinco com trechos de Mateus 13.

A "Parábola da Rede" (Mateus 13:47–52), assim como a Parábola do Joio e do Trigo no início do capítulo, refere-se ao Juízo Final. Esta é a sétima e a última parábola em Mateus 13, que começou com a Parábola do Semeador. Novamente Jesus fala da separação entre os bons e os maus, neste caso usando a metáfora de uma rede que captura todo tipo de peixes, que serão depois separados pelos anjos.

## Rejeição de Jesus
Segue-se então um relato de como Jesus, chegando em Nazaré (segundo Marcos), e é rejeitado. Além de Mateus 13:54–58, este episódio ocorre também em Marcos 6 (Marcos 6:1–6) e Lucas 4 (Lucas 4:16–30).

## Manuscritos
- Papiro 103 - contém os versículos 55 e 56.